# Dactylophora nigricans
Dactylophora nigricans — вид окунеподібних риб родини джакасових (Cheilodactylidae). Це морський вид, що мешкає на сході Індійського океану біля берегів Південної Австралії. Зустрічається на коралових рифах та скелястому дні на глибині до 60 м. Тіло завдовжки до 120 см. Живиться дрібними безхребетними та бурими водоростями.